# Stan Robinson
Stanley „Stan“ Robinson (* 13. April 1936 in Salford, Lancashire; † 9. April 2017) war ein britischer Jazzmusiker (Tenorsaxophon, Klarinette, Flöte).
Robinson begann seine Karriere als professioneller Musiker im Manchester Club 43, bevor er nach London zog und in den frühen 1960er-Jahren im Ronnie Scott’s Club auftrat, meist in einem Quartett mit dem Schlagzeuger Ginger Baker. 1960/61 war er Mitglied der Allan Ganley/Keith Christie Jazzmakers, denen auch der Pianist Colin Purbrook und der Bassist Arthur Watts angehörten. Im Dezember 1960 nahm die Gruppe ein Album in den Londoner IBC Studios auf, das jedoch unveröffentlicht blieb. In den 60ern spielte er ferner mit dem Phil Seamen Quintet, The Downbeat Big Band, Tubby Hayes’ Big Band, John Burch’s Octet, Long John Baldry, in der Sandy Brown Band (mit  Al Fairweather, Malcolm Cecil und Brian Lemon), Humphrey Lyttelton, der Kenny Clarke/Francy Boland Big Band und im BBC Radio Orchestra.
Mit Dick Morrissey, Al Gay, Paul Carroll, Ian Carr, Kenny Wheeler und Greg Bowen stellte er die (Eric Burdon and) The Animals Big Band für einen einmaligen Auftritt auf dem fünften National Jazz and Blues Festival in Richmond 1965 zusammen.  Robinson spielte ab den späten 1960er-Jahren in verschiedenen Bigbands, etwa bei Maynard Ferguson und Bert Courtley. Weitere Aufnahmen entstanden außerdem mit den Ensembles von Don Rendell/Ian Carr, Bruce Boardman, Brennie Richards, Nathan Davis und zuletzt Frank Holder. Im Bereich des Jazz war er zwischen 1967 und 2096 an 15 Aufnahmesessions beteiligt.